# Iryna Brémond
Iryna Brémond (* 5. Oktober 1984 in Minsk als Iryna Kurjanowitsch) ist eine ehemalige belarussisch-französische Tennisspielerin.

## Karriere
Brémond, die im Alter von sieben Jahren mit dem Tennisspielen begann, bevorzugte den Hartplatz. Für die Einzelkonkurrenz der French Open erhielt sie 2011 vom Veranstalter eine Wildcard. Ihr erstes Match bei einem Grand-Slam-Turnier gewann sie mit 6:3, 3:6 und 8:6 gegen Jewgenija Rodina.
Auf dem ITF Women’s Circuit gewann sie insgesamt 15 Einzel- und elf Doppeltitel. Ein Turniersieg auf der WTA Tour war der Rechtshänderin nicht vergönnt.
Seit ihrem Ausscheiden bei einem ITF-Turnier in den Niederlanden im September 2013 ist sie auf der Damentour nicht mehr angetreten.

## Turniersiege

### Einzel
| Nr. | Datum          | Turnier             | Kategorie   | Belag     | Finalgegnerin          | Ergebnis        |
| --- | -------------- | ------------------- | ----------- | --------- | ---------------------- | --------------- |
| 1.  | Oktober 2006   | Nantes              | ITF $25.000 | Hartplatz | Caroline Maes          | 1:6, 7:5, 6:1   |
| 2.  | November 2007  | Sunderland          | ITF $10.000 | Hartplatz | Christina Wheeler      | 6:1, 6:0        |
| 3.  | November 2007  | Ramat haScharon     | ITF $10.000 | Hartplatz | Mika Urbančič          | 6:2, 6:0        |
| 4.  | Juni 2009      | Rotterdam           | ITF $10.000 | Sand      | Daniëlle Harmsen       | 6:4, 6:2        |
| 5.  | August 2009    | Rabat               | ITF $10.000 | Sand      | Nadia Lalami           | 4:6, 6:3, 6:1   |
| 6.  | September 2009 | Alphen aan den Rijn | ITF $25.000 | Sand      | Johanna Larsson        | 6:3, 6:3        |
| 7.  | März 2010      | Gonesse             | ITF $10.000 | Sand      | Giulia Gatto-Monticone | 6:0, 6:3        |
| 8.  | Oktober 2010   | Istanbul            | ITF $25.000 | Hartplatz | Andrea Hlaváčková      | 3:6, 6:1, 7:5   |
| 9.  | Februar 2011   | Mallorca            | ITF $25.000 | Sand      | Sofija Kowalez         | 6:2, 6:3        |
| 10. | März 2011      | Kunming             | ITF $25.000 | Hartplatz | Sarina Dijas           | 1:6, 6:2, 6:3   |
| 11. | April 2011     | Wenshan             | ITF $50.000 | Hartplatz | Ani Mijačika           | 7:5, 3:6, 7:5   |
| 12. | Juli 2011      | Contrexéville       | ITF $50.000 | Sand      | Stéphanie Foretz Gacon | 6:4, 6:71, 6:2  |
| 13. | Juli 2011      | Wigo                | ITF $25.000 | Hartplatz | Julie Coin             | 7:63, 1:6, 7:63 |
| 14. | Oktober 2011   | Palembang           | ITF $25.000 | Hartplatz | Ayu-Fani Damayanti     | 6:2, 6:3        |
| 15. | März 2012      | Gonesse             | ITF $10.000 | Sand      | Audrey Bergot          | 7:62, 6:3       |

### Doppel
| Nr. | Datum         | Turnier          | Kategorie   | Belag             | Partnerin           | Finalgegnerinnen                        | Ergebnis          |
| --- | ------------- | ---------------- | ----------- | ----------------- | ------------------- | --------------------------------------- | ----------------- |
| 1.  | Juni 2003     | Elektrostal      | ITF $10.000 | Teppich           | Olha Sawtschuk      | Daria Chemarda Irina Kotkina            | 6:3, 1:6, 6:3     |
| 2.  | Mai 2004      | Istanbul         | ITF $10.000 | Hartplatz         | Yevgenia Savranska  | Hana Šromová Gabriela Velasco Andreu    | 6:3, 6:4          |
| 3.  | Oktober 2004  | Nantes           | ITF $25.000 | Hartplatz         | Tatsiana Uvarova    | Gréta Arn Rita Kuti Kis                 | 6:4, 4:6, 7:65    |
| 4.  | März 2006     | al-Mansura       | ITF $10.000 | Sand              | Kateryna Herth      | Laura-Ioana Paar Vojislava Lukić        | 6:2, 6:1          |
| 5.  | Februar 2007  | Belfort          | ITF $25.000 | Teppich (Halle)   | Jewhenija Sawranska | Veronika Chvojková Eva Hrdinová         | 6:3, 7:5          |
| 6.  | März 2007     | Minsk            | ITF $25.000 | Teppich (Halle)   | Darja Kustawa       | Jekaterina Makarowa Jewgenija Rodina    | 4:6, 6:4, 6:4     |
| 7.  | November 2007 | Ramat haScharon  | ITF $10.000 | Hartplatz         | Mika Urbancic       | Julia Glushko Keren Shlomo              | 6:4, 6:1          |
| 8.  | März 2010     | Gonesse          | ITF $10.000 | Sand              | Audrey Bergot       | Fernanda Faria Paula Cristina Gonçalves | 6:3, 6:3          |
| 9.  | Oktober 2010  | Clermont-Ferrand | ITF $25.000 | Hartplatz (Halle) | Youlia Fedossova    | Elixane Lechemia Alizé Lim              | 7:67, 6:3         |
| 10. | Februar 2011  | Mallorca         | ITF $25.000 | Sand              | Iryna Burjatschok   | Iveta Gerlová Lucie Kriegsmannová       | 7:5, 6:2          |
| 11. | März 2011     | Sanya            | ITF $25.000 | Hartplatz         | Ani Mijačika        | Rika Fujiwara Hsu Wen-hsin              | 3:6, 7:5, [12:10] |

## Persönliches
Sie heiratete 2011 ihren französischen Trainer Gérald Brémond und wollte ab dann für Frankreich spielen.